# Réflexions sur la question juive
Cet article possède un paronyme, voir Sur la Question juive.
Pour les articles homonymes, voir La Question juive.
Réflexions sur la question juive est un essai de Jean-Paul Sartre publié en 1946. L'édition de 1954 comporte une présentation par Arlette Elkaïm-Sartre.

## Résumé de l'essai
Selon Jean-Paul Sartre, le Juif est un homme tenu pour juif par les non-juifs : c’est le regard d'autrui qui fait du Juif, un Juif. Ce n’est pas l’histoire ou la religion, ni le territoire qui unissent entre eux les « enfants d’Israël ». Pour Sartre, les Juifs sont tout à fait assimilables sauf s’ils se définissent eux-mêmes comme « ceux que les autres nations ne veulent pas assimiler », définition liée à l’antisémitisme. Selon Sartre, pour mettre un terme à l’antisémitisme ce n’était pas le Juif qu’il fallait changer mais l’antisémite. Sartre estimait qu’il y a un antisémitisme latent chez les esprits qui se veulent ouverts, et que l’on peut distinguer même chez le démocrate libéral une nuance d’antisémitisme : le démocrate est hostile au juif dans la mesure où celui-ci s’avise de se penser comme juif.
Pour Sartre, il y a deux catégories de Juifs : 
- les « authentiques » qui subissent leur condition de paria avec stoïcisme, et
- les « inauthentiques » qui cherchent à se fondre dans la masse, mais sans jamais y parvenir.

Mais la difficulté à s’assimiler n’est, en réalité, que partiellement vraie, parce que, bien que le Juif qui le désire n’y arrive pratiquement jamais de son vivant, deux ou trois générations plus tard l’assimilation est néanmoins accomplie.

## Actualité
Dans une perspective laïque, non-ethnique et non-nationaliste, il n'y a pas de « juifs » en bloc, mais seulement des citoyens, et le seul fait d'envisager une dialectique « assimilation/distinction » pour des communautés entières, est déjà une démarche empreinte, consciemment ou non, d'une pensée classant les citoyens en fonction de leurs origines, religions ou cultures.  